# Massacro di Nanchino
Il massacro di Nanchino, conosciuto anche come stupro di Nanchino, è stato un insieme di crimini di guerra perpetrati dall'esercito giapponese a Nanchino, all'inizio della seconda guerra sino-giapponese. La città, in quel periodo capitale della Repubblica di Cina, era caduta in mano all'Esercito imperiale giapponese il 13 dicembre 1937 e in circa sei settimane, tra il dicembre 1937 e il gennaio 1938, i soldati giapponesi uccisero circa 300 000 persone.
Durante l'occupazione di Nanchino l'Esercito imperiale giapponese si comportò con tale brutalità che osservatori occidentali dell'alleato tedesco lo definirono "una macchina bestiale"; le truppe nipponiche commisero numerose atrocità, come stupri, saccheggi, incendi e l'uccisione di prigionieri di guerra e civili. Nonostante le uccisioni fossero incominciate con la giustificazione di eliminare soldati cinesi travestiti da civili, si ritiene che un gran numero di innocenti sia stato intenzionalmente identificato come combattente nemico e giustiziato man mano che il massacro cominciava a prendere forma. Tra le vittime accertate, decine di migliaia furono bambini, uccisi per divertimento, e gli stupri di donne e gli omicidi divennero in breve la norma.
La condanna del massacro è stata unanime in Cina e ha dato slancio al nazionalismo nel paese. In Giappone, invece, l'opinione pubblica resta palesemente divisa: mentre alcuni commentatori ne parlano riferendosi ai fatti con il termine 'Massacro di Nanchino' (南京大虐殺論争? Nankin daigyakusatsu), altri si servono della più ambigua definizione "Caso di Nanchino" (南京事件?, Nankin jiken). Tale definizione viene anche riferita al diverso incidente di Nanchino, accaduto nel 1927 durante la presa della città da parte dell'Esercito Rivoluzionario Nazionale nel corso della Spedizione del Nord, quando vennero attaccati anche gli stranieri che si trovavano in città. Il massacro del 1937 e il modo in cui viene raccontato nei testi scolastici continua a essere oggetto di polemiche nell'ambito delle relazioni tra Cina e Giappone.

## La seconda guerra sino-giapponese

### L'invasione della Cina
Nell'agosto del 1937, durante la seconda guerra sino-giapponese, l'Esercito imperiale giapponese incontrò la forte resistenza dell'armata del Kuomintang (Partito Nazionalista Cinese) nel corso della battaglia di Shanghai. La battaglia provocò molte vittime da ambo le parti, che avevano ingaggiato un duro combattimento corpo a corpo. Il 6 agosto 1937 l'imperatore Hirohito ratificò personalmente la scelta del proprio esercito di non rispettare i vincoli imposti dalle convenzioni internazionali per il trattamento dei prigionieri cinesi. La direttiva comunicava inoltre agli ufficiali di smettere di servirsi della definizione di "prigioniero di guerra".
Lungo la strada da Shanghai a Nanchino i soldati giapponesi si resero responsabili di numerose atrocità, facendo intuire come il massacro di Nanchino non sia stato un incidente isolato. Uno degli episodi più turpi fu la gara ad uccidere 100 persone con la spada in cui si sfidarono due ufficiali dell'esercito giapponese. Entro la metà di novembre i giapponesi avevano preso Shanghai, grazie al contributo di bombardamenti aerei e navali. Il comando generale a Tokyo decise di non ampliare il fronte di guerra, sia per le forti perdite subite, sia per il basso morale delle truppe.

### L'avanzata delle truppe giapponesi
Mentre l'esercito giapponese si avvicinava a Nanchino, la popolazione rurale cinese si riversò in massa in città, e l'esercito cinese attuò la strategia della terra bruciata, distruggendo qualsiasi cosa potesse risultare utile agli invasori. Sia all'interno sia all'esterno della città vennero ridotti in cenere gli obiettivi sensibili - caserme, abitazioni private, il Ministero dell'Informazione, boschi e persino interi villaggi - provocando danni per un ammontare stimato in 20/30 milioni di dollari dell'epoca.
Il 2 dicembre Hirohito nominò il proprio zio Yasuhiko Asaka responsabile dell'esercito d'invasione. È difficile stabilire se, come membro della famiglia imperiale, Asaka avesse uno status superiore a quello del generale Iwane Matsui, che era ufficialmente il comandante in capo, ma come ufficiale di alto rango poteva esercitare la propria autorità sui comandanti di divisione, i vice-generali Kesago Nakajima e Heisuke Yanagawa.

### La zona di sicurezza cittadina
All'epoca a Nanchino vivevano molti occidentali, che si occupavano di commerci o erano impegnati come missionari. Quando l'esercito giapponese incominciò a bombardare la città, quasi tutti rientrarono nei propri paesi d'origine. Il funzionario della Siemens John Rabe rimase e creò il Comitato internazionale per la zona di sicurezza di Nanchino. Venne eletto capo del comitato, anche perché era membro del partito nazionalsocialista tedesco ed esisteva il Patto bilaterale anticomintern nippo-tedesco. Il comitato istituì l'area di protezione di Nanchino (Cinese semplificato: 南京安全区; cinese tradizionale: 南京安全區; Giapponese: 南京安全区) nel quartiere occidentale della città fu creata una zona demilitarizzata per i civili cinesi, istituita dal Comitato internazionale per la zona di sicurezza di Nanchino il 22 novembre 1937, alla vigilia dell'invasione giapponese dopo la battaglia di Nanchino, avvenuta il 13 dicembre 1937. Il governo giapponese acconsentì a non attaccare le parti della città dove non si trovava l'esercito cinese e i membri del Comitato riuscirono a convincere il governo cinese a spostare tutte le truppe al di fuori di quella zona. Si stima che in questo modo Rabe abbia salvato da 200.000 a 250.000 cinesi.
I giapponesi, in linea di massima, rispettarono la zona di sicurezza, che non venne bombardata quando fu preparato l'ingresso dell'esercito, se si eccettuano alcuni colpi vaganti. Durante il periodo di caos che seguì il momento dell'attacco, alcune persone furono uccise anche all'interno della zona, ma, secondo tutte le testimonianze raccolte, le atrocità commesse nel resto della città furono di gran lunga peggiori di quelle commesse in tale zona.

### L'assedio della città

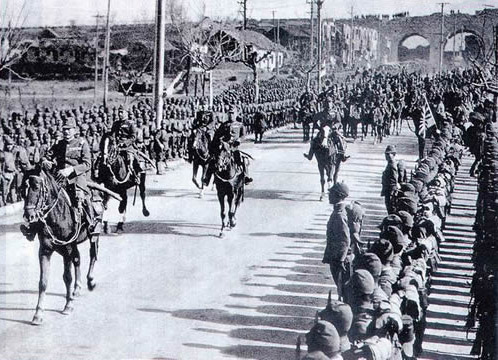
Iwane Matsui entra a Nanchino

Il 7 dicembre il comando giapponese trasmise un dispaccio a tutte le truppe, avvisando che l'occupazione della capitale di una nazione nemica era un avvenimento senza precedenti per le forze armate nipponiche e i soldati che "avessero commesso qualsiasi atto illegale", "avessero disonorato l'esercito giapponese", "si fossero dati al saccheggio" o "avessero permesso a un incendio di svilupparsi anche per semplice trascuratezza" sarebbero stati puniti severamente. Gli invasori proseguirono la propria marcia rompendo le ultime linee di difesa cinesi e pretendendo la resa di Nanchino entro 24 ore.
I giapponesi attesero una risposta e il giorno seguente, dopo che da parte cinese non era stato inviato alcun comunicato, il generale Iwane Matsui diede l'ordine di prendere la città con la forza. Il 12 dicembre, dopo due giorni di attacchi giapponesi, sotto il fuoco dell'artiglieria pesante e di bombardamenti aerei, il generale cinese Tang Sheng-chi ordinò ai propri uomini di ritirarsi. Tra le drammatiche scene che seguirono, vi furono soldati cinesi che rubarono i vestiti ai civili nel disperato tentativo di mimetizzarsi e altri che furono fucilati alla schiena dai loro stessi commilitoni mentre cercavano di fuggire. Quelli che alla fine riuscirono a uscire dalle mura della città fuggirono in direzione del Fiume Azzurro, dove scoprirono che non c'erano più imbarcazioni con cui mettersi in salvo. Alcuni si tuffarono nelle acque gelide e affogarono.
I giapponesi entrarono all'interno delle mura di Nanchino il 13 dicembre, incontrando pochissima resistenza.

## L'inizio delle violenze

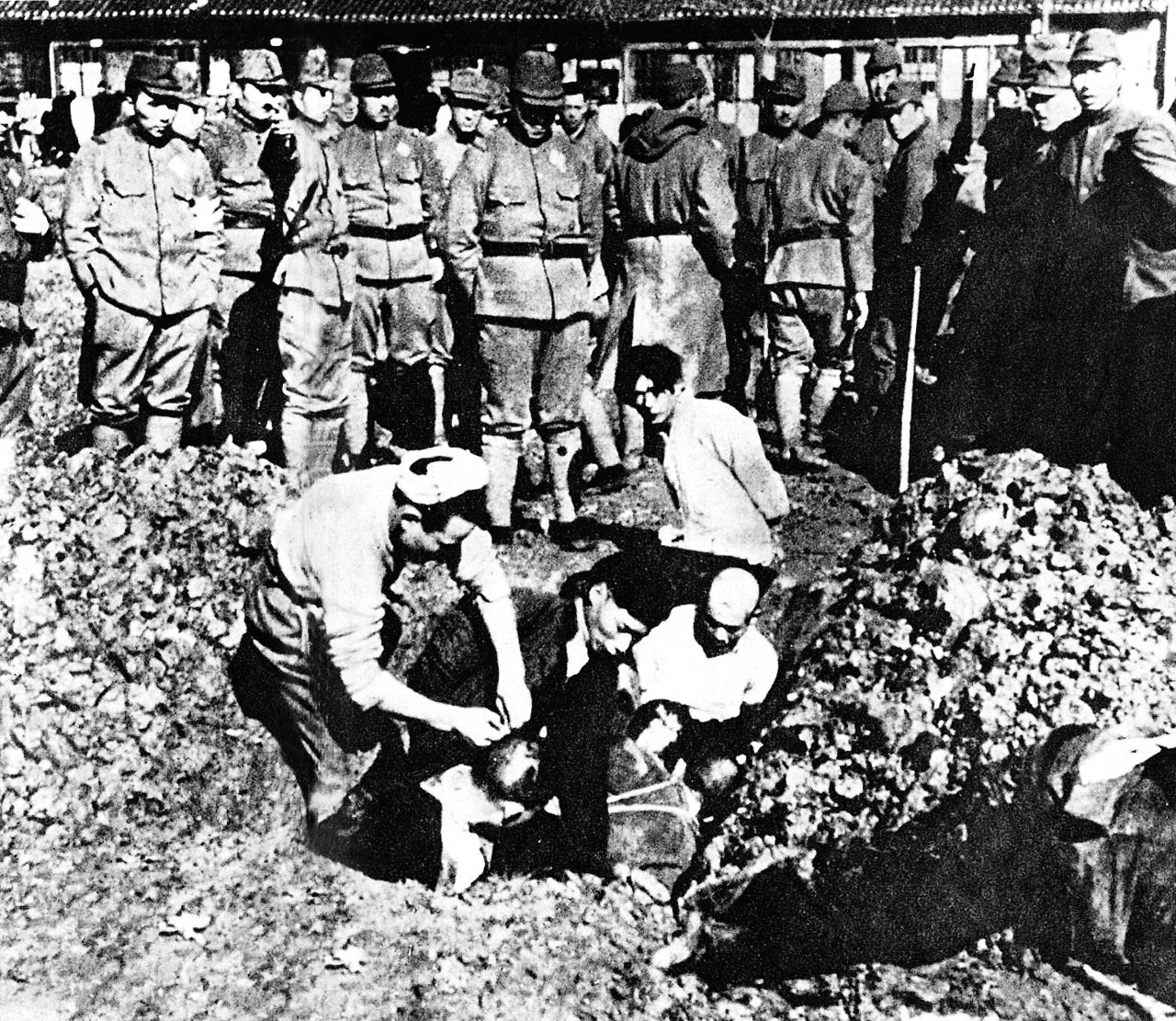
Cinque prigionieri cinesi vengono sepolti vivi.

Testimonianze dirette affermano che, nel corso delle sei settimane che seguirono la caduta di Nanchino, le truppe giapponesi si abbandonarono a stupri, omicidi e furti e appiccarono incendi. Oltre ai resoconti degli stranieri che rimasero e aiutarono i civili cinesi, come dai diari di John Rabe e Minnie Vautrin, vi furono altre testimonianze dirette di sopravvissuti al massacro, di giornalisti occidentali e giapponesi, oltre ai diari di campo di membri del personale militare. Il missionario statunitense John Magee riuscì a girare un documentario in 16 mm e a scattare fotografie del massacro. Pochi veterani di guerra giapponesi ammisero di avere partecipato alle brutalità; tra i più noti vi fu Shiro Azuma.

### Stupri
(James McCallum, in una lettera alla famiglia, 19 dicembre 1937)
(Dal diario di Minnie Vautrin, 16 dicembre 1937)
Il Tribunale Militare Internazionale per l'Estremo Oriente ha calcolato che vennero stuprate 20.000 donne, tra le quali anche bambine e anziane.
Gli stupri durante il giorno spesso avvenivano in pubblico, talvolta di fronte ai mariti o a componenti della famiglia, che venivano immobilizzati e costretti a guardare. Subito dopo sia le donne che i familiari erano uccisi. Un gran numero di tali atti furono frutto di un'organizzazione sistematica, con i soldati che cercavano le ragazze di casa in casa, le catturavano e le portavano nude dai compagni, sottoponendole a stupri di gruppo. Le donne venivano spesso uccise subito dopo lo stupro, spesso infliggendo loro mutilazioni, come la recisione dei seni, infilando loro canne di bambù, baionette, coltelli da macellaio o altri oggetti nella vagina o sventrando le più giovani.
Secondo alcune fonti, varie donne furono avviate alla prostituzione nei bordelli militari giapponesi, mentre secondo altre le truppe giapponesi costrinsero intere famiglie a compiere atti incestuosi, obbligando figli a stuprare le proprie madri e i padri a stuprare le figlie, uccidendo poi tutti. Le bambine non vennero risparmiate: denudate, erano stuprate anche in gruppo dai soldati. I cadaveri nudi dei bimbi erano spesso gettati nelle strade senza nessun'altra forma di sepoltura. Monaci che avevano fatto voto di castità, secondo certe testimonianze, furono costretti a stuprare delle donne per il divertimento dei giapponesi.

### Omicidi

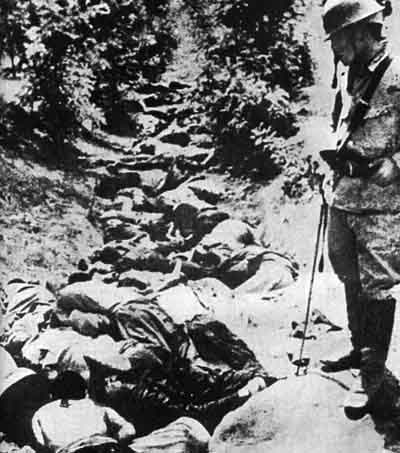
Civili cinesi massacrati in un fosso a Xuzhou

Diversi stranieri residenti a Nanchino hanno testimoniato su quanto accadeva in città:
(Robert Wilson , in una lettera alla famiglia, 15 dicembre)
(John Magee, in una lettera alla moglie, 18 dicembre)
(Robert Wilson, in una lettera alla famiglia, 18 dicembre)
Subito dopo la caduta della città le truppe giapponesi si misero a cercare con determinazione gli ex soldati cinesi, catturando migliaia di giovani uomini. Molti di questi vennero condotti sulla riva del Fiume Azzurro e falciati con raffiche di mitragliatrice in modo che i loro corpi cadessero in acqua. Radunarono anche 1.300 soldati e civili cinesi, tra cui donne e bambini, nei pressi della porta di Taiping, li uccisero tutti facendoli saltare in aria con delle mine per poi bagnare i loro corpi con della benzina e dar loro fuoco. I pochi ancora rimasti in vita dopo questo trattamento furono finiti a colpi di baionetta, mentre altre persone furono picchiate fino alla morte. I giapponesi sottoposero inoltre a esecuzioni sommarie anche numerosi passanti che si trovavano per la strada, generalmente con il pretesto che avrebbero potuto essere soldati travestiti da civili. Pretesto che non reggeva, dato che erano uccisi anche vecchi e bambini.
Migliaia di persone furono portate via e uccise dopo essere state condotte in quello che fu chiamato "il fosso dei diecimila cadaveri", una specie di trincea lunga circa 300 metri e larga 5. In assenza di cifre ufficiali, si stima che il numero dei sepolti nella fossa possa essere stato tra i 4.000 e i 20.000. La maggior parte degli storici e degli studiosi tuttavia valuta tale numero superiore alle 12.000 vittime. Donne e fanciulli non furono risparmiati dagli orrori del massacro. Spesso i soldati giapponesi tagliavano i seni alle donne, le impalavano con le baionette, sventravano le ragazze o, se le vittime erano incinte, strappavano loro il feto dal ventre; molte furono prima brutalmente violentate e poi uccise, mentre dei testimoni ricordano bambini lanciati in aria e trafitti al volo con la baionetta.
Mano a mano che il massacro proseguiva, i giapponesi cominciarono a rapire le giovani donne e i bambini per rinchiuderli in edifici da loro controllati. Secondo alcune testimonianze, ogni mattina all'alba le ragazze erano legate nude fuori dagli edifici per tutto il giorno, così che ogni soldato che passava potesse violentarle. Poi, quando non ce la facevano più, le uccidevano, impalandole o mutilandole dei seni, delle vagine o delle natiche. I bambini erano tenuti nudi nelle celle, senza cibo né acqua, e alcuni testimoni raccontano che sentivano i pianti dei piccoli. Ogni bambino veniva stuprato e picchiato quotidianamente, spesso gli venivano mutilati i genitali; se non morivano di stenti, i soldati sbudellavano i bambini e li lasciavano con gli intestini fuori, per giorni, seppellendoli solo quando ormai puzzavano. A testimonianza di questi orrendi fatti è rimasto il racconto di un uomo sopravvissuto al massacro:
Una settimana fa due bambini hanno tentato di fuggire, uno aveva circa otto anni, l'altro non più di sei. Sono riusciti a uscire dall'edificio, ma i giapponesi li hanno inseguiti. Hanno preso subito il più piccolo, l'hanno spogliato e stuprato violentemente; poi l'hanno colpito col calcio del fucile in testa, uccidendolo, e il bimbo è rimasto in terra coi capelli pieni di sangue. L'altro bambino è riuscito a fuggire per un po', correva completamente nudo per i vicoli. Ma infine l'hanno preso e l'hanno trafitto in pieno stomaco con una baionetta, e il povero ragazzetto si è accasciato al suolo, mentre i suoi intestini si spargevano ovunque, lì intorno. Il corpo del bambino nudo fu lasciato sulla strada per giorni, dove il freddo gli impedì di decomporsi, finche non puzzò così tanto che i soldati permisero ai seppellitori di portarlo via.»

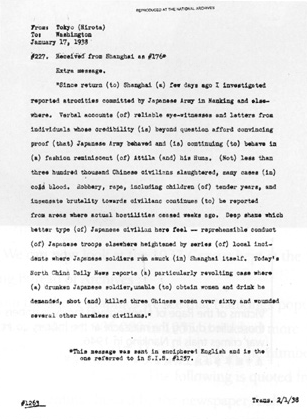
Il testo del telegramma inviato dal corrispondente del Manchester Guardian intercettato dal governo giapponese.

Il governo diretto da Fumimaro Konoe era a conoscenza di quanto accadeva. Il 17 gennaio, il ministro degli Esteri Kōki Hirota ricevette un telegramma scritto dal corrispondente del Manchester Guardian H.J. Timperley e intercettato dal governo di occupazione a Shanghai, che recitava:
(H.J. Timperley)

### Furti e incendi
Circa un terzo della città venne distrutto appiccando il fuoco. Secondo le testimonianze, le truppe giapponesi incendiarono sia i palazzi governativi di nuova costruzione sia le abitazioni di molti civili; venne ampiamente devastata anche la zona esterna alla cerchia di mura. I soldati saccheggiarono indiscriminatamente sia le abitazioni ricche che quelle povere. L'assenza di qualsiasi forma di resistenza da parte delle truppe cinesi e dei civili di Nanchino rese liberi i giapponesi di spartirsi qualsiasi valore trovassero.

## Le stime sul numero dei morti
Le dimensioni del massacro sono tuttora oggetto di discussione tra Cina e Giappone, con i numeri che variano dalle alcune centinaia di vittime sostenute da alcuni storici giapponesi alla denuncia da parte cinese di 300.000 vittime tra la popolazione non combattente. Un certo numero di ricercatori giapponesi ritiene valida una stima approssimativa che va da 100.000 a 200.000 vittime.
Secondo le stime del Tribunale Militare Internazionale per l'Estremo Oriente, il numero complessivo di civili e prigionieri di guerra assassinati a Nanchino e nei suoi paraggi, nel corso delle prime sei settimane dell'occupazione giapponese, supererebbe le 300.000 unità. Che tali stime non siano esagerate è confermato dal fatto che le agenzie di pompe funebri e organizzazioni analoghe registrarono la sepoltura di più di 155.000 corpi. Le donne e i bambini vennero quasi sempre sepolti nudi e con le mani legate dietro la schiena. Queste cifre non tengono poi conto delle persone i cui corpi finirono distrutti dagli incendi, di quelli gettati nel Fiume Azzurro e di quelli di cui i giapponesi si sbarazzarono in altri modi.
Nel verdetto del processo del 10 marzo 1947 furono stimati 190.000 morti per omicidi di gruppo e 150.000 per singole uccisioni. La cifra di 300.000 è stata proposta per la prima volta nel gennaio 1938 da Harold Timperley, un giornalista che si trovava in Cina al momento dell'invasione, e che si basava sui racconti di testimoni oculari dell'epoca. Anche altre fonti, tra cui il libro Lo stupro di Nanchino di Iris Chang, giungono alla stessa conclusione. Nel dicembre 2007, alcuni documenti del Governo federale degli Stati Uniti resi pubblici, che fino ad allora erano stati segreto di stato, hanno portato il totale delle vittime a 500.000, considerando anche quanto successo nei dintorni della città prima della sua cattura.
Oltre al numero delle vittime, alcuni nazionalisti giapponesi hanno anche contestato il fatto che le atrocità siano in realtà mai avvenute e hanno sostenuto, servendosi parzialmente delle dichiarazioni rilasciate dall'esercito imperiale giapponese al Processo di Tokyo, che tutti i morti fossero militari o combattenti e che il massacro di civili non sia mai accaduto. Queste affermazioni sono state criticate da molti, che si affidano invece alle testimonianze di non-cinesi presso lo stesso tribunale, di altri testimoni oculari e a prove di tipo fotografico e archeologico. Il governo nipponico ha invece riconosciuto la realtà dell'accaduto.
È tuttora in corso un ampio dibattito sulle dimensioni delle atrocità di guerra commesse dai giapponesi a Nanchino, specialmente per quanto concerne il numero delle vittime. Le controversie riguardano soprattutto la definizione dell'ambito geografico su cui basare tale calcolo e sulla durata complessiva dei fatti.

### Ampiezza e durata
Il punto di vista dei più moderati considera che l'area geografica in questione sia limitata ai pochi chilometri quadrati della zona di sicurezza, dove i civili si erano radunati dopo l'invasione.
Diversi storici giapponesi, riprendendo quanto dichiarato da John Rabe, affermano che durante l'invasione in città c'erano solo da 200.000 a 250.000 persone e che la stima di 300.000 morti sia esagerata. Molti storici ritengono che vada invece considerata l'area della Grande Nanchino comprendente anche i dintorni della città, come il distretto di Xiaguan (la periferia a nord della città, con una superficie di circa 31 km²) e altri sobborghi, la cui popolazione totale prima dell'occupazione tra civili e soldati poteva andare da 535.000 a 635.000 persone. Alcuni storici includono anche sei contee che si trovano attorno a Nanchino, la cosiddetta Municipalità Speciale di Nanchino.
La durata dei fatti è correlata alla questione geografica: quanto prima i giapponesi sono penetrati nella zona, più lunga è la durata. La battaglia di Nanchino ebbe inizio il 13 dicembre, quando le divisioni giapponesi entrarono nella città murata. Il Tribunale di Tokyo per i crimini di guerra ha definito il periodo in cui si è svolto il massacro da quel momento per le sei settimane successive. Stime più prudenti valutano che il massacro sia incominciato il 14 dicembre, quando le truppe entrarono nella zona di sicurezza, e che durò per sei settimane. Alcuni storici ritengono che il massacro di Nanchino sia incominciato nel momento in cui i giapponesi entrarono nella provincia dello Jiangsu, verso la metà di novembre - inizi di dicembre (Suzhou cadde il 19 novembre), e abbia avuto termine alla fine del marzo 1938. Il numero di vittime proposto da questi storici è quindi di gran lunga maggiore a quelli delle stime più prudenti.

### Le diverse stime
Il Tribunale Militare Internazionale per l'Estremo Oriente in due apparentemente contraddittorie relazioni, valuta che nel corso delle prime sei settimane di occupazione siano stati assassinati "più di 200.000" civili e prigionieri di guerra. Tale cifra fu basata sulla registrazione delle sepolture presentata dalle organizzazioni caritative, tra cui la Svastica Rossa e la Tsung Shan Tong, sulle ricerche effettuate da Smythe e sulle stime fornite dai sopravvissuti.
Nel 1947, presso il Tribunale per i crimini di guerra di Nanchino, la sentenza nei confronti del vice-generale Hisao Tani, il comandante della 6ª divisione, parlò di più di 300.000 morti. Anche questa stima si basava sulle sepolture e sulle testimonianze oculari. Le conclusioni furono che circa 190.000 persone vennero giustiziate illegalmente in varie riprese, mentre 150.000 furono uccise singolarmente. La conta finale di 300.000 morti è la stima ufficiale incisa sul muro all'entrata del Monumento alla memoria dei compatrioti vittime dell'esercito giapponese nel massacro di Nanchino eretto in città.
Le stime degli storici giapponesi sul numero di civili uccisi, a seconda dell'estensione geografica e della durata dei fatti, variano da alcune centinaia fino a 200.000; le fonti cinesi stimano un numero superiore a 200.000.
Un documentario, prodotto nel 1995 nella Repubblica di Cina e intitolato "Un pollice di sangue per un pollice di terra", (一寸河山一寸血), sostiene che a Nanchino morirono 340.000 civili per l'effetto dell'invasione giapponese, 150.000 per i bombardamenti e per colpi d'arma da fuoco nel corso dei 5 giorni di battaglia e 190.000 durante il successivo massacro; questi dati sono basati sulle prove presentate al Processo di Tokyo.

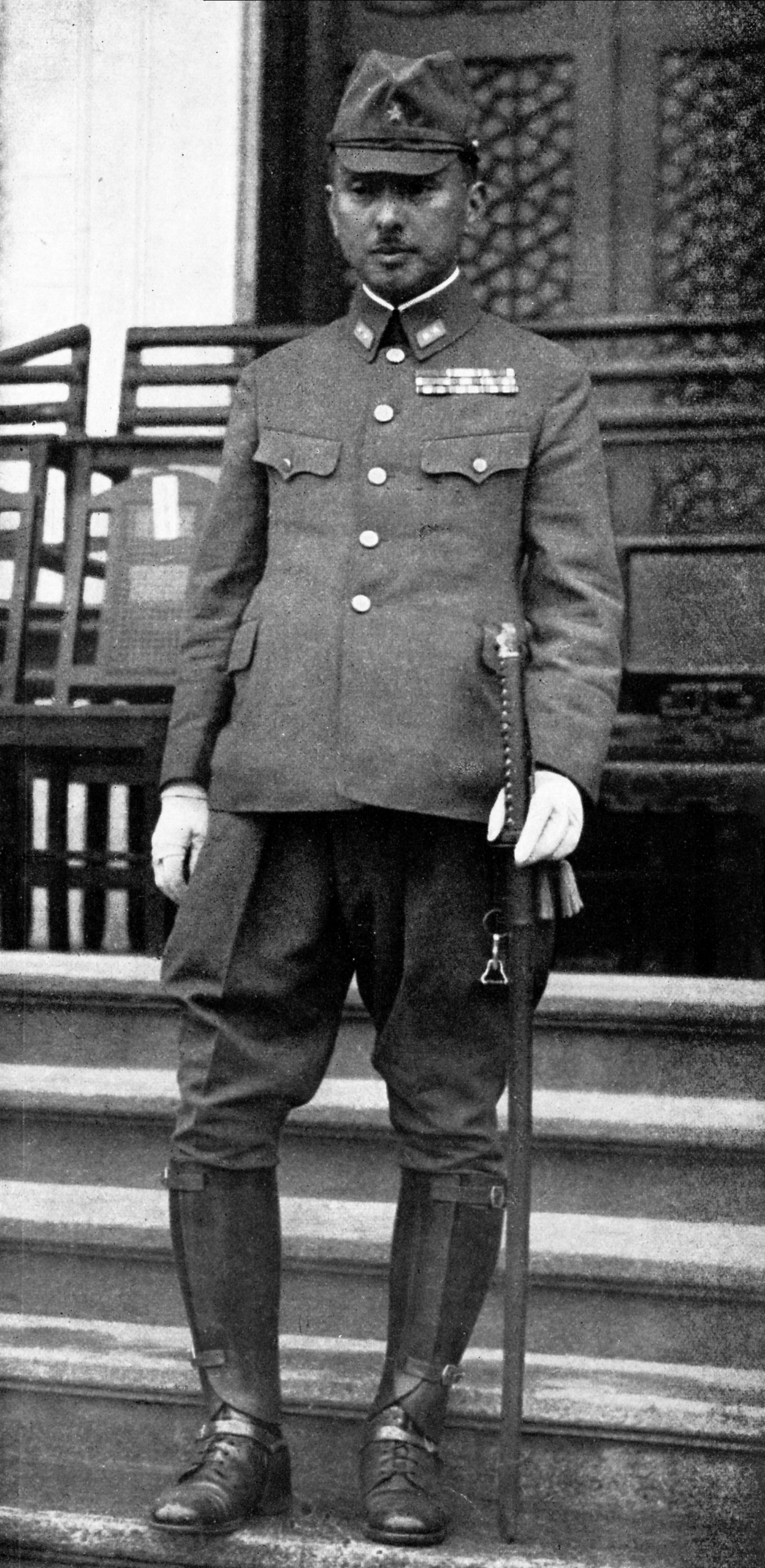
Il Principe Yasuhiko Asaka

## Le sentenze
Tra le prove presentate al Processo di Tokyo ci fu il cosiddetto filmato di Magee, una ripresa del film statunitense La battaglia di Cina, oltre alle testimonianze orali e scritte di persone residenti nella zona internazionale.
Sulla base delle prove raccolte, il generale Iwane Matsui venne processato dal tribunale di Tokyo per crimini contro l'umanità. Nel corso del processo Matsui tentò di proteggere il principe Asaka scaricando le colpe sui comandanti di divisione di rango inferiore; fu poi condannato a morte e giustiziato nel 1948. I generali Hisao Tani e Rensuke Isogai vennero condannati a morte dal Tribunale di Nanchino per i crimini di guerra.
In conseguenza del patto stipulato tra il generale MacArthur e l'imperatore Hirohito, quest'ultimo e tutti i membri della famiglia imperiale non vennero incriminati. Il principe Yasuhiko Asaka, che era stato l'ufficiale di grado più elevato presente a Nanchino nel momento in cui il massacro era al culmine, si limitò a rilasciare una deposizione alla sezione internazionale del tribunale di Tokyo il 1º maggio 1946. Negò che fosse avvenuto alcun massacro di cinesi e sostenne di non aver mai ricevuto alcuna lamentela riguardo al comportamento delle sue truppe. Il principe Kanin Kotohito, che era il capo di stato maggiore dell'esercito al momento del massacro, morì prima della fine della guerra, nel maggio 1945.

## La storiografia e le interpretazioni moderne
Cina e Giappone hanno entrambe riconosciuto il fatto che atrocità di guerra hanno avuto luogo, tuttavia l'inquadramento storico di tali eventi continua tuttora a provocare tensioni nelle relazioni tra i due paesi.
I primi a portare il mondo a conoscenza delle atrocità commesse dai giapponesi a Nanchino furono gli occidentali rimasti nella zona di sicurezza, come il corrispondente del Manchester Guardian Harold Timperley. I drammatici resoconti delle brutalità contro i cinesi inviati dai giornalisti statunitensi, insieme a quelli sull'incidente di Panay avvenuto poco prima dell'occupazione di Nanchino, contribuirono a orientare l'opinione pubblica statunitense contro il Giappone. Il risentimento americano contribuì a dare il via alla serie di eventi che culminarono nella dichiarazione di guerra al Giappone degli Stati Uniti dopo l'attacco di Pearl Harbor.

### L'opinione pubblica giapponese sui fatti di Nanchino dopo il 1972

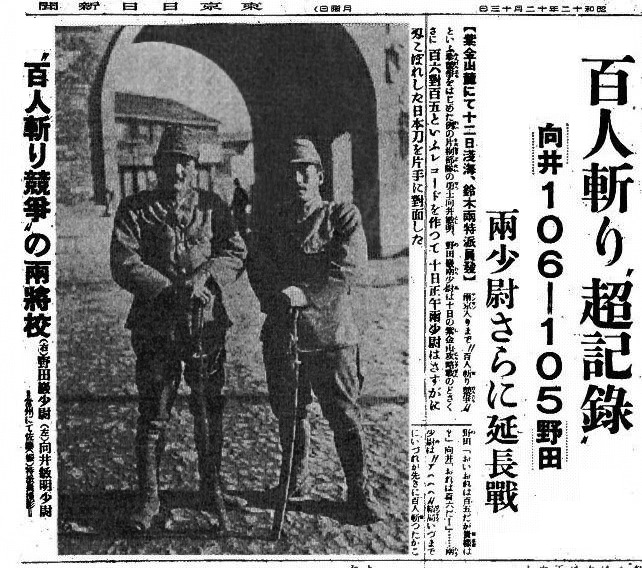
Un giornale giapponese dell'epoca. Il titolo in grassetto recita: "Incredibile record nella gara ad uccidere 100 cinesi con la spada: Mukai 106 – Noda 105 / I due sottotenenti vanno ai tempi supplementari".

L'interesse dell'opinione pubblica riguardo al massacro di Nanchino scemò e si finì per non parlarne più fino al 1972, l'anno in cui si normalizzarono le relazioni diplomatiche tra Cina e Giappone. La Repubblica popolare cinese guidata da Mao Zedong, per consolidare la ritrovata amicizia con il Giappone, eliminò ogni riferimento al massacro dai discorsi pubblici e dai media, che erano sotto il diretto controllo del Partito Comunista Cinese. Di conseguenza negli anni settanta l'intero dibattito riguardo al massacro ebbe luogo in Giappone.
Per celebrare la normalizzazione dei rapporti tra i due paesi, uno dei più importanti quotidiani giapponesi, l'Asahi Shimbun, preparò una serie di articoli intitolati "Viaggi in Cina" (中国の旅?, chūgoku no tabi), scritti dal giornalista Katsuichi Honda. Gli articoli raccontarono in dettaglio le atrocità dell'esercito giapponese in Cina, massacro di Nanchino incluso. Honda fece anche menzione dell'episodio in cui due ufficiali fecero a gara su chi fosse riuscito per primo ad uccidere 100 persone con la spada. Che tale episodio sia effettivamente accaduto è oggetto di vive discussioni, e alcuni critici hanno insinuato che oltre a esso sia stato falsificato anche il resoconto del massacro. Il dibattito scatenato dagli articoli è stato l'inizio delle dispute in Giappone sul massacro di Nanchino. Rimasero comunque vive, sebbene in misura minore, teorie negazioniste promosse da organizzazioni nazionaliste quali il Nippon Kaigi e da discusse figure come ad esempio Shōichi Watanabe.
La discussione sulla reale portata delle uccisioni e degli stupri ha avuto luogo principalmente negli anni settanta. Le dichiarazioni del governo cinese riguardo ai fatti in quell'epoca furono duramente criticate, sostenendo che facessero eccessivo affidamento sulle testimonianze personali e su prove aneddotiche. Furono contestati anche le cifre relative ai registri delle sepolture e le fotografie presentate al processo di Tokyo, definiti menzogne create dal governo cinese, documenti falsificati o comunque erroneamente messi in relazione con il massacro.

### L'incidente del libro di testo di Ienaga
Le polemiche scoppiarono nuovamente nel 1982, quando venne diffusa la notizia che il Ministero della Pubblica Istruzione giapponese aveva fatto censurare ogni accenno al massacro di Nanchino in un libro di testo per la scuola superiore. In seguito si appurò che la notizia proveniva da un servizio mandato in onda per errore dal network televisivo commerciale NTV.
Al ministero si pensava che il massacro fosse un evento storico il cui svolgimento non era ancora stato definito con certezza. Il 12 giugno 1965 uno degli autori del libro di testo, il professor Saburō Ienaga, aveva citato in giudizio il Ministero della Pubblica Istruzione, sostenendo che il sistema governativo di approvazione dei libri di testo lo aveva costretto a cambiare il contenuto del libro, violando la sua libertà di espressione. Il caso venne alla luce dopo la sentenza favorevole a Ienaga pubblicata nel 1997.
Alcuni membri del governo giapponese e altri politici di alto rango hanno negato che si siano verificate le atrocità commesse dall'esercito giapponese nel corso della seconda guerra mondiale. Il sindaco di Tokyo Shintarō Ishihara ha affermato: "La gente dice che i giapponesi hanno commesso un olocausto, ma non è vero. È una montatura dei cinesi che ha infangato la reputazione del Giappone". Alcuni di questi politici, in seguito alle proteste della Cina e della Corea del Sud, hanno dovuto dimettersi. Per ricostruire i fatti, alcuni giornalisti e storici giapponesi hanno creato il Nankin Jiken Chōsa Kenkyūkai (letteralmente: Gruppo di ricerca sull'incidente di Nanchino), che ha radunato una grande quantità di materiale d'archivio e testimonianze, di provenienza sia cinese sia giapponese.

## Nei media

### Libri
- (JA)  Ikuhiko Hata: Nankin Jiken Gyakusatsu no kozo (南京事件―「虐殺」の構造) ISBN 4-12-100795-6, ISBN 4-12-190795-7
- Iris Chang: Lo stupro di Nanchino. L'olocausto dimenticato della seconda guerra mondiale, Milano, Corbaccio, 2000.
- Ye Zhaoyan: Nanjing 1937 A Love Story, ISBN 0-571-21812-1
- Pearl S. Buck: Stirpe di Drago, Arnoldo Mondadori Editore, 1965

### Film
- La battaglia della Cina (1944) documentario del regista statunitense Frank Capra che include alcune riprese reali del massacro di Nanchino tratto dal "filmato di Magee".
- L'ultimo imperatore (1987), diretto da Bernardo Bertolucci.
- Black Sun: The Nanking Massacre (1995), del regista cinese Mou Tun Fei, ricostruisce i fatti del massacro di Nanchino e include le riprese originali tratte dal "filmato di Magee".
- Nanjing 1937 (1995) diretto da Wu Ziniu è una storia inventata che parla di un medico cinese, della sua moglie giapponese e dei loro figli e delle loro vicissitudini durante l'assedio, la caduta e il massacro di Nanchino.
- Il processo di Tokyo (2006) è un documentario sul Tribunale Militare Internazionale per l'Estremo Oriente.
- Nanking (2007) è un altro documentario, diretto da Bill Guttentag e Dan Sturman, che si serve di lettere e diari dell'epoca, di filmati d'archivio e di interviste a sopravvissuti sia tra le vittime che tra i perpetratori del massacro.
- La verità su Nanchino (2007) è un documentario di produzione giapponese in cui si nega che il massacro sia mai avvenuto.
- John Rabe (2009), diretto da Florian Gallenberger
- I fiori della guerra (2011), regía di Zhāng Yìmóu

## Galleria d'immagini

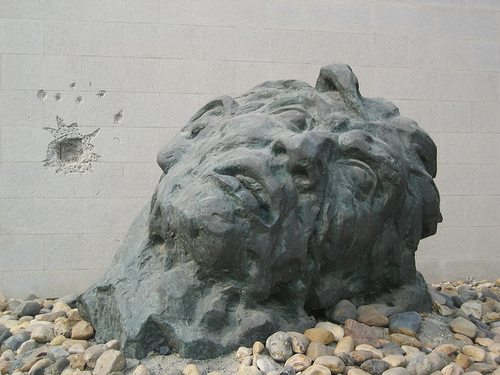
Testa in bronzo all'interno del monumento alla memoria delle vittime
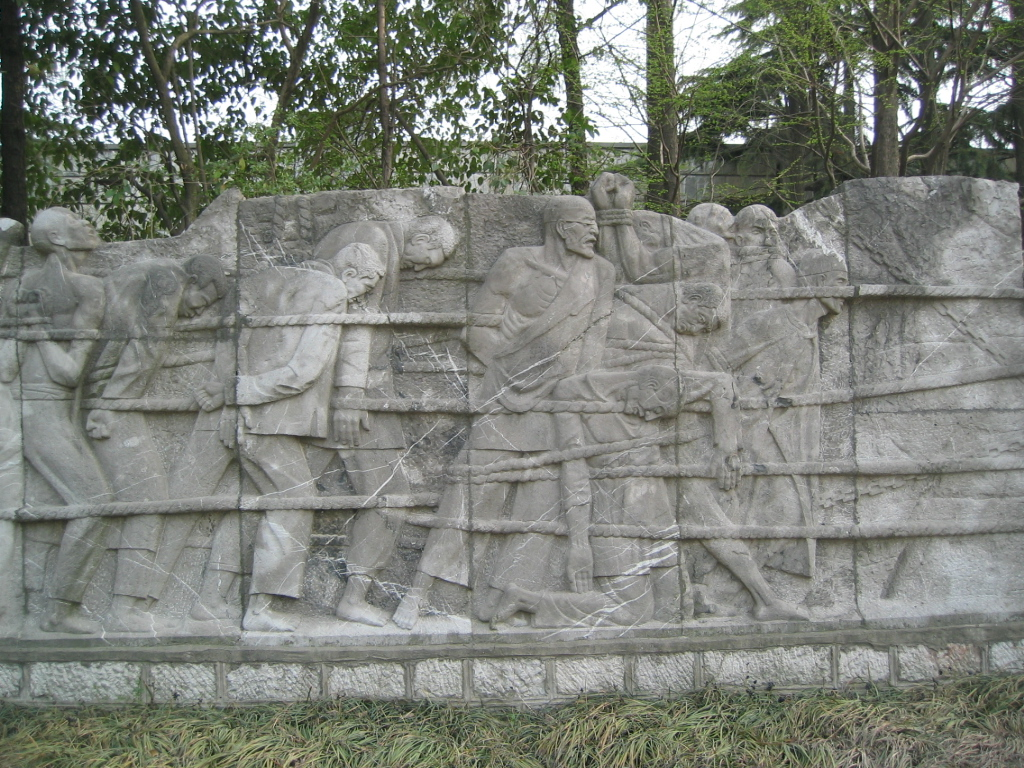
Bassorilievo parte del monumento
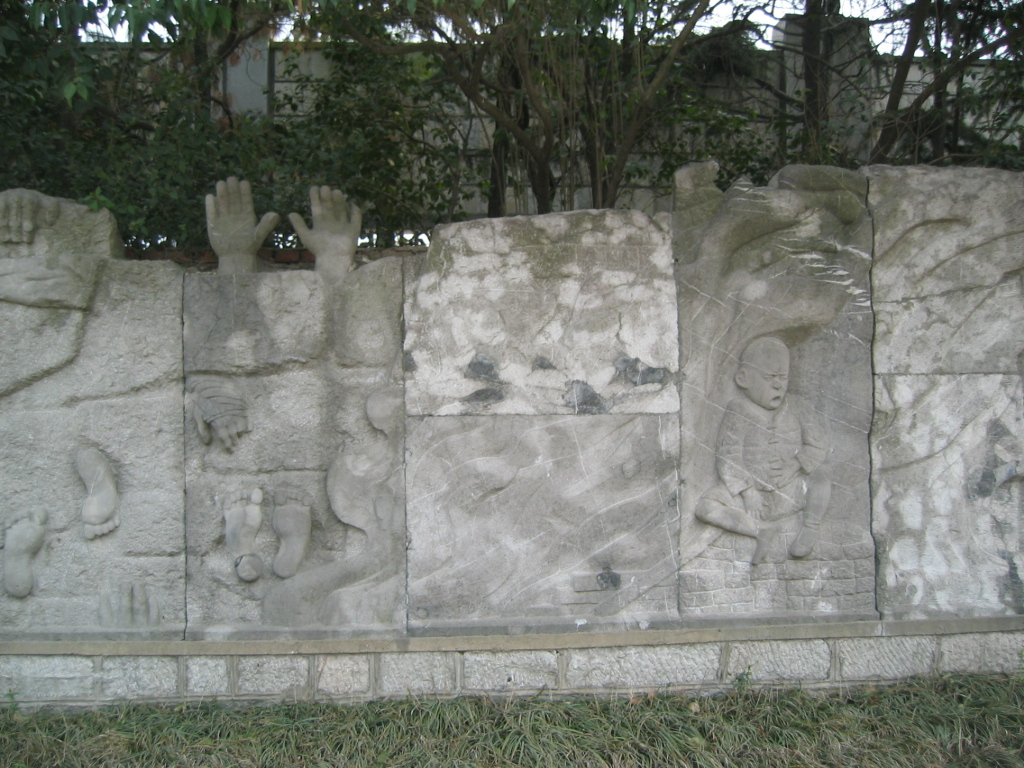
Bassorilievo parte del monumento
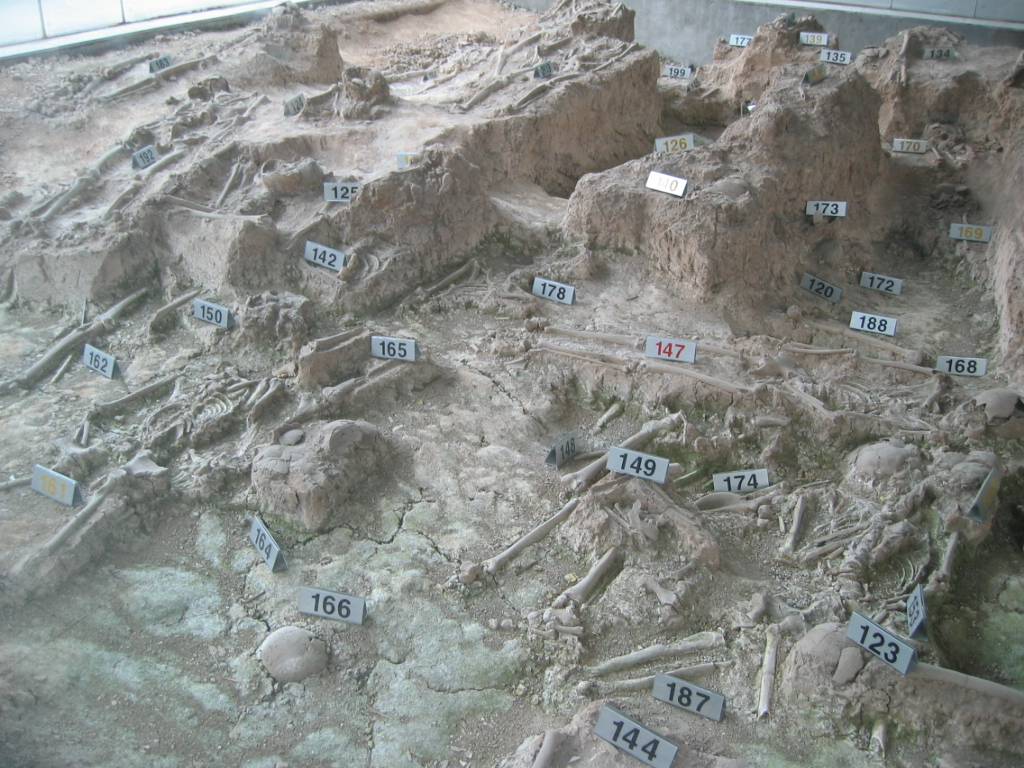
Scheletri di vittime ritrovati durante recenti scavi
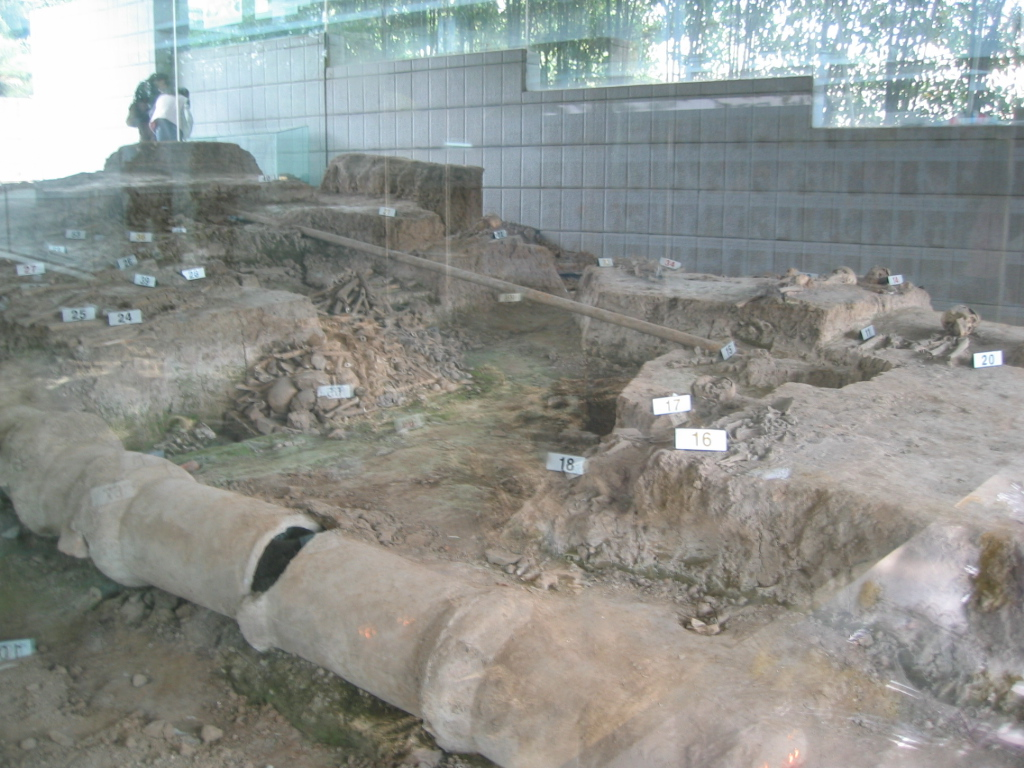
Scheletri di vittime ritrovati durante recenti scavi
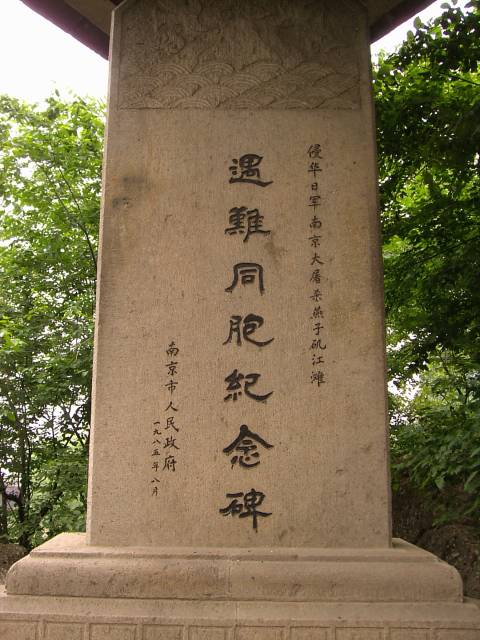
Stele commemorativa per le vittime
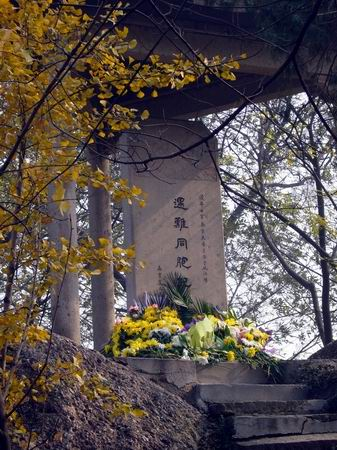
Stele commemorativa per le vittime